# 볼프강 아마데우스 모차르트의 대표 작품 목록

## 교향곡
모차르트는 1764년부터 1788년까지 24년의 기간 동안 여러 교향곡을 작곡했다. 가장 최근의 조사에 따르면, 모차르트는 전통적으로 알려진 41개보다 훨씬 많은 총 68곡의 완전한 교향곡을 작곡했다. 그러나 관습적으로 마지막 세 교향곡이라고 하면 교향곡 번호 39번, 40번과 41번을 지칭한다. 일부 교향곡(K. 297, 385, 550)은 초판 이후 모차르트에 의해 수정되기도 했다.
이탈리아 서곡 형식(세악장:알레그로-안단테-알레그로) 일부만 미뉴에트 포함
- 교향곡 1번 E flat 장조, K. 16
- 교향곡 2번 B flat 장조, K. 17
- 교향곡 3번 E flat 장조, K. 18
- 교향곡 4번 D 장조, K. 19
- 교향곡 5번 B flat 장조, K. 22
- 교향곡 6번 F 장조, K. 43
- 교향곡 7번 D 장조, K. 45
- 교향곡 8번 D 장조, K. 48
- 교향곡 9번 C 장조, K. 73 (1773)
- 교향곡 10번 G 장조, K. 74
- 교향곡 11번 D 장조, K. 95
- 교향곡 12번 G 장조, K. 110
- 교향곡 13번 F 장조, K. 112
- 교향곡 14번 A 장조, K. 114

### 잘츠부르크 시기의 교향곡 (1772년-1781년)
이 교향곡들은 보통 "초기"(1772년-1773년)나 "후기"(1773년-1775년)교향곡으로 나뉘거나, 가끔은 "독일식"(미뉴에트를 포함) 또는 "이탈리아식"(미뉴에트 없음)으로 나뉜다. 이 곡들은 모차르트의 생전에 출판된 적이 없다.
이탈리아 서곡 형식의 세 개의 악장으로 되어 있는 디베르티멘토 세 작품(K. 136-138)들은 비록 "교향곡"은 아니지만 "잘츠부르크 교향곡"으로 불리기도 한다.
- 교향곡 15번 G 장조, K. 124 (1772년)
- 교향곡 16번 C 장조, K. 128 (1772년)
- 교향곡 17번 G 장조, K. 129 (1772년)
- 교향곡 18번 F 장조, K. 130 (1772년)
- 교향곡 19번 E flat 장조, K. 132 (1772년)
- 교향곡 20번 D 장조, K. 133 (1772년)
- 교향곡 21번 A 장조, K. 134 (1772년)
- 교향곡 22번 C 장조, K. 162 (1773년)
- 교향곡 23번 D 장조, K. 181 (1773년)
- 교향곡 24번 B flat 장조, K. 182 (1773년)
- 교향곡 25번 g 단조, K. 183 (173d B) (1773년)

같은 g 단조인 40번 교향곡에 비교해서 "작은 g 단조 교향곡"으로도 불린다.
- 교향곡 26번 E flat 장조, K. 184 (1773년)
- 교향곡 27번 G 장조, K. 199 (1773년)
- 교향곡 28번 C 장조, K. 200 (1774년)
- 교향곡 29번 A 장조, K. 201 (1774년)
- 교향곡 30번 D 장조, K. 202 (1774년)

### 후기 교향곡 (1781년-1791년)
- 교향곡 33번 B flat 장조, K. 319 (1779년)
- 교향곡 34번 C 장조, K. 338 (1780년)
- 교향곡 35번 "하프너" D 장조, K. 385 (1782년)

모차르트가 결국 빈으로 이사한 후에 작곡한 곡이다. 원래는 하프너 家("하프너 세레나데, K.249"를 의뢰했었음)를 위한 세레나데로 쓰여진 곡이었다. 미뉴에트와 마치 한 악장을 뺌으로서 교향곡 형식으로 만들었다.
- 교향곡 36번 "린츠" C 장조, K. 425 (1783년)

모차르트가 린츠에 방문했을 때 작곡한 곡이다.
- 교향곡 37번 G 장조, K. 444 (1784년)

오랫동안 모차르트 교향곡으로 분류되어 왔으나, 후대의 학자들은 이 곡이 실제로는 미하엘 하이든이 작곡했고, 모차르트는 서주부만 작곡한 사실을 밝혀냈다. 현재 이 곡은 미하엘 하이든 교향곡 25번으로 분류된다.
- 교향곡 38번 "프라하" D 장조, K. 504 (1786년)

프라하에서의 행복한 시절을 보낸 후 빈에서 작곡한 곡이다. 이전의 모차르트 교향곡보다 개념적으로 진보했으며, 연주하기 어려운 곡이다.
- 교향곡 39번 E flat 장조, K. 543 (1788년)

40번과 41번 교향곡과 더불어 "후기 3대 교향곡"으로 불린다. 이 세 교향곡은 모차르트의 생전에 출판되지는 못했었지만, 하나의 작품(opus)으로 출판하려고 했을 가능성이 크다. 이 가운데 한 곡 또는 그 이상이 1789년 라이프치크에서 연주되었을 것이다. 세 곡 가운데 이 39번 교향곡이 가장 덜 알려졌고, 덜 연주된다.
- 교향곡 40번 g 단조, K. 550 (1788년)

같은 g 단조인 25번 교향곡에 비교해서 "큰 g 단조 교향곡"으로도 불린다. 모차르트의 교향곡 가운데 가장 널리 연주되는 곡이다. 두 번째 개정판에서 클라리넷이 추가되는 등, 관악기의 우아한 편성이 주목된다. 모차르트가 10살 때 작곡했다고 하지만 가짜일 수 있는 교향곡 a 단조 "Odense"(K.16a)를 제외하면 25번 교향곡과 이 40번 교향곡만이 모차르트가 작곡한 단조 교향곡의 전부이다.
- 교향곡 41번 "쥬피터" C 장조, K. 551 (1788년)

첫 번째 악장에서의 트럼펫과 팀파니의 두드러진 사용이 특징이다. 마지막 악장의 네 음표로 이뤄진 동기는 모차르트에 의해 자주 사용되었다. 마지막 악장은 소나타 형식을 따라 다섯개의 기본적인 주제가 대위법으로 전개되는 "코다"로 마무리된다. "쥬피터"라는 별칭은 모차르트가 붙인 것이 아니며 영국의 요한 페터 살로몬이 붙인 것으로 전해진다.

## 협주곡
모차르트는 여러 악기들을 위한 많은 협주곡들을 작곡했다.

### 피아노 협주곡
- 피아노 협주곡 1번 F 장조, K. 37
- 피아노 협주곡 2번 B flat 장조, K. 39
- 피아노 협주곡 3번 D 장조, K. 40
- 피아노 협주곡 4번 G 장조, K. 41
- 피아노 협주곡 5번 D 장조, K. 175
- 피아노 협주곡 6번 B flat 장조, K. 238
- 세 대의 피아노를 위한 협주곡 7번 "로드론" F 장조, K. 242
- 피아노 협주곡 8번 "뤼초우" C 장조, K. 246
- 피아노 협주곡 9번 "주놈" E flat 장조, K. 271
- 두 대의 피아노를 위한 협주곡 10번 E flat 장조, K.365
- 피아노 협주곡 11번 F 장조, K. 413/387a
- 피아노 협주곡 12번 A 장조, K. 414/385p
- 피아노 협주곡 13번 C 장조, K. 415/387b
- 피아노 협주곡 14번 E flat 장조, K. 449
- 피아노 협주곡 15번 B flat 장조, K. 450
- 피아노 협주곡 16번 D 장조, K. 451
- 피아노 협주곡 17번 G 장조, K. 453
- 피아노 협주곡 18번 B flat 장조, K. 456
- 피아노 협주곡 19번 F 장조, K. 459
- 피아노 협주곡 20번 d 단조, K. 466
- 피아노 협주곡 21번 C 장조, K. 467
- 피아노 협주곡 22번 E flat 장조, K. 482
- 피아노 협주곡 23번 A 장조, K. 488
- 피아노 협주곡 24번 c 단조, K. 491
- 피아노 협주곡 25번 C 장조, K. 503
- 피아노 협주곡 26번 "대관식" D 장조, K. 537
- 피아노 협주곡 27번 B flat 장조, K. 595

### 바이올린 협주곡
멜로디의 아름다움과, 비록 모차르트가 후대의 다른 음악가들(베토벤이나 브람스 등)만큼 바이올린의 가능성을 모두 이용한 것은 아니지만, 악기의 표현적이고 기교적인 특성을 기술적으로 잘 사용한 점이 모차르트 바이올린 협주곡들의 특징이다. 다섯 곡 모두 모차르트가 아버지를 따라서 유럽을 여행하던 십대 후반 시절에 작곡한 것들이다. (알프레드 아인스타인은 바이올린 협주곡이라고 이름붙은 작품들보다도 세레나데의 바이올린 협주곡같은 부분들이 더 뛰어나다고 이야기한다.)
- 바이올린 협주곡 1번 B flat 장조, K. 207 (1775년)
- 바이올린 협주곡 2번 D 장조, K. 211 (1775년)
- 바이올린 협주곡 3번 G 장조, K. 216 (1775년)
- 바이올린 협주곡 4번 D 장조, K. 218 (1775년)
- 바이올린 협주곡 5번 A 장조, K. 219 (1775년)

### 호른 협주곡
호른 협주곡은 호른 주자와 오케스트라간의 세련되고 유머스러운 대화가 특징이다. 많은 호른 협주곡의 서명에는 헌정 대상에 대한 농담이 들어 있다.
- 호른 협주곡 1번 D 장조, K. 412 (1792년)

두 번째 악장은 모차르트의 사후에 그의 제자인 프란츠 크사버 쥐스마이어(Franz Xaver Süssmayr)에 의해 완성되었다.
- 호른 협주곡 2번 E flat 장조, K. 417
- 호른 협주곡 3번 E flat 장조, K. 447
- 호른 협주곡 4번 E flat 장조, K. 495 (1786년)

### 그 외의 협주곡
- 바순 협주곡 B flat 장조, K. 191 (1774년)
- 플룻, 하프와 오케스트라를 위한 협주곡 C 장조, K. 299 (1778년)

사뭇 다른 두 악기의 조화는 매우 독창적이다.
- 오보에 협주곡 C 장조, K. 314

플룻 협주곡으로 알려져 왔지만, 원래는 거의 확실하게 오보에 협주곡이다.
- 바이올린, 비올라와 오케스트라를 위한 신포니아 콘체르탄테 E flat 장조, K. 364 (1779년)

비올라 부분이 특히 뛰어나다.
- 오보에, 클라리넷, 호른과 바순을 위한 신포니아 콘체르탄테 E flat 장조, K. 297b, Anh.9 (후에는 Anh. C 14.01) (1791년)

모차르트의 곡인지 아직까지 불분명(그의 서명이 없음)하다.
- 클라리넷 협주곡 A 장조, K. 622 (1791년)

모차르트 말년의 작품 중의 하나로, 모짜르트가 클라리넷을 위해 작곡한 3곡중 하나이다. 특히 2악장은 모짜르트 작품중에서 가장 아름다운 곡으로 꼽히는 명곡이다.
- 모차르트 플루트 협주곡 1번 G 장조, K. 313 (1778년)
- 모차르트 플루트 협주곡 2번 D 장조, K. 314 (1778년)
- 플루트 안단테 C 장조, K. 315 (1778년)

## 신포니아 콘체르탄테
- 바이올린, 비올라와 오케스트라를 위한 신포니아 콘체르탄테 E flat 장조, K. 364 (1779년)
- 오보에, 클라리넷, 호른과 바순을 위한 신포니아 콘체르탄테 E flat 장조, K. 297b, Anh.9 (후에는 Anh. C 14.01) (1791년)

## 피아노 솔로곡
모차르트의 초년 시기의 작곡 시도는 피아노 소나타와 그 밖의 피아노 곡들로 시작되는데, 이는 그가 음악을 배우면서 사용한 악기가 피아노였기 때문이다. 거의 대부분의 피아노 곡들은 모차르트 스스로(또는 능숙한 피아노 연주자였던 그의 누나)가 연주하기 위해 작곡하였다.
1782년부터 1786년까지 그는 소나타, 변주곡, 환상곡, 모음곡, 푸가, 론도 등을 포함해 20곡의 솔로 및 두 대의 피아노를 위한 곡을 작곡했다.
- 난네를의 뮤직 북

1. 안단테 C 장조, K. 1a
2. 알레그로 C 장조, K. 1b
3. 알레그로 F 장조, K. 1c
4. 미뉴에트 F 장조, K. 1d
5. 미뉴에트 G 장조, K. 1e
6. 미뉴에트 C 장조, K. 1f
7. 미뉴에트 F 장조, K. 2
8. 알레그로 B flat 장조, K. 3
9. 미뉴에트 F 장조, K. 4
10. 미뉴에트 F 장조, K. 5
11. 알레그로 C 장조, K. 5a
12. 안단테 B flat 장조, K. 5b

- 피아노 소나타 1번 C 장조, K. 279 (뮌헨, 1774년 여름)
- 피아노 소나타 2번 F 장조, K. 280 (뮌헨, 1774년 여름)
- 피아노 소나타 3번 B-flat 장조, K. 281 (뮌헨, 1774년 여름)
- 피아노 소나타 4번 E-flat 장조, K. 282 (뮌헨, 1774년 여름)
- 피아노 소나타 5번 G 장조, K. 283 (뮌헨, 1774년 여름)
- 피아노 소나타 6번 D 장조, K. 284 (뮌헨, 1775년 2월-3월)
- 피아노 소나타 7번 C 장조, K. 309 (만하임, 1777년 11월 8일)
- 피아노 소나타 8번 a 단조, K. 310 (파리, 1778년 여름. 일부 목록에는 8번과 9번이 바뀌어 있음.)
- 피아노 소나타 9번 D 장조, K. 311 (만하임, 1777년 11월. 일부 목록에는 8번과 9번이 바뀌어 있음.)
- 피아노 소나타 10번 C 장조, K. 330 (1778년 여름)
- 피아노 소나타 11번 "터키행진곡" A 장조, K. 331 (1778년 여름)
- 피아노 소나타 12번 F 장조, K. 332 (1778년 여름)
- 피아노 소나타 13번 B flat 장조, K. 333 (1778년 여름)
- 피아노 소나타 14번 C 단조, K. 457 (빈, 1784년 10월 14일)
- 피아노 소나타 15번 F 장조, K. 533 (빈, 1788년 1월 3일)
- 피아노 소나타 16번 C 장조, K. 545 (소위 "쉽거나" 혹은 "단순한" 소나타, 빈, 1788년 6월 26일)
- 피아노 소나타 17번 F 장조, K. 547a (빈, 1788년 여름)
- 피아노 소나타 18번 B flat 장조, K. 570 (빈, 1789년 2월)
- 피아노 소나타 19번 D 장조, K. 576 (빈, 1789년 7월)
- 환상곡과 푸가 1번 C 장조, K. 394 (빈, 1782년)
- 환상곡 2번 C 단조, K. 396 (빈, 1782년)
- 환상곡 3번 D 단조, K. 397 (빈, 1782년)
- 환상곡 4번 C 단조, K. 475 (빈, 1785년 5월 20일)

## 실내악

### 바이올린 곡
모차르트는 피아노와 바이올린을 위한 곡들(16곡의 소나타와 여러 단편곡, 그리고 두 개의 변주곡모음)도 작곡했는데, 특히 성년 시기에 작곡한 곡들에서 피아노는 그저 다른 독주 악기의 보조에 머무르지 않고 대화를 만들어 간다.
- 두 대의 바이올린이나 바이올린과 비올라를 위한 현악 이중주

### 현악 사중주
- 현악 사중주 "밀라노, K. 80 과 K. 155-160 (1770년-1773년)

이 시기의 작품(세 악장으로 구성)들은 이후의 보다 완전한 사중주 작품들의 전조격에 해당한다.
- 현악 사중주 1번 G 장조, K. 80/73f (1770년)
- 현악 사중주 2번 D 장조, K. 155/134a (1772년)
- 현악 사중주 3번 G 장조, K. 156/134b (1772년)
- 현악 사중주 4번 C 장조, K. 157 (1772년-1773년)
- 현악 사중주 5번 F 장조, K. 158 (1772년-1773년)
- 현악 사중주 6번 B-flat 장조, K. 159 (1773년)
- 현악 사중주 7번 E-flat 장조, K. 160/159a (1773년)

- 빈 사중주, K. 168-173 (1773년)

더 발전된 양식의 작품들이 만들어진 시기이다. 빈에서 모차르트는 요제프 하이든의 사중주 작품 Op. 17과 Op. 20을 듣고 깊은 영감을 받았다고 알려져 있다. 모차르트는 아래의 작품들에서 그를 따라하기 위해 노력하지만, 아직은 하이든에는 미치지 못한다.
- 현악 사중주 8번 F 장조, K. 168 (1773년)
- 현악 사중주 9번 A 장조, K. 169 (1773년)
- 현악 사중주 10번 C 장조, K. 170 (1773년)
- 현악 사중주 11번 E-flat 장조, K. 171 (1773년)
- 현악 사중주 12번 B-flat 장조, K. 172 (1773년)
- 현악 사중주 13번 d 단조, K. 173 (1773년)

- 하이든 사중주 K. 387, 421, 428, 458, 464, 465, Op. 10 (1782년-1785년)

모차르트는 빈으로 돌아오고 하이든을 개인적으로 만나 그와 친분을 맺은 뒤인 1780년대 초기에 다시 사중주를 작곡하기 시작했다. 하이든이 당시 작곡했던 여섯 개의 사중주 곡들(Op. 33)은 모차르트가 다시 사중주 곡들을 쓰도록 자극하는 역할을 했던 것으로 생각된다. 아래의 사중주 곡들은 종종 사중주 장르의 정점에 놓여 있다고 여겨진다.
- 현악 사중주 14번 G 장조, K. 387 (1782년)
- 현악 사중주 15번 d 단조, K. 421/417b (1783년)
- 현악 사중주 16번 E-flat 장조, K. 428/421b (1783년)
- 현악 사중주 17번 B-flat 장조 ("사냥"), K. 458 (1784년)
- 현악 사중주 18번 A 장조, K. 464 (1785년)
- 현악 사중주 19번 C 장조 ("불협화음"), K. 465 (1785년)

- 현악 사중주 20번 D 장조 ("호프마이스터"), K. 499 (1786년)

이 작품은 프로이센 사중주와 더불어 프란츠 안톤 호프마이스터에 의해 출판되었다. 모차르트가 작곡한 마지막 세 사중주 곡들은 프로이센의 왕인 프레드리히 2세를 위해 헌정되었으며, (왕이 직접 연주한 악기인) 첼로 파트의 칸타빌레적인 특징과 부드러운 선율, 여러 악기들간의 조화로 주목받는다.
- 프로이센 사중주 K. 575, 589, 590 (1789년-1790년)

- 현악 사중주 21번 D 장조, K. 575 (1789년)
- 현악 사중주 22번 B-flat 장조, K. 589 (1790년)
- 현악 사중주 23번 F 장조, K. 590 (1790년)

### 현악 오중주
두 대의 바이올린, 두 대의 비올라 그리고 첼로를 위한 모차르트의 현악 오중주 곡들(K. 174, 406, 515, 516, 593, 614)은 그 수는 비록 사중주보다 적지만 그 가운데에는 사중주곡보다 더욱 뛰어난 평가를 받는 곡들도 있다.
- 현악 오중주 B-flat 장조, K. 174
- 현악 오중주 C 장조, K. 515

이 작품으로부터 교향곡 41번("쥬피터")의 웅장함이 유래하게 된다. 이 곡의 첫 번째 악장은 모차르트의 모든 작품 가운데서 가장 긴 악장 중의 하나이며, 극한의 아름다움과 복잡성을 띠는 발전부를 갖고 있다.
- 현악 오중주 g 단조, K. 516

모차트르의 대표곡 중의 하나로 여겨진다. 같은 조성의 교향곡 40번과 비슷한 격정적이고 비극적인 감성을 떠올리게 한다. 어떤 사람들은 이 곡의 마지막 악장이 환희에 찬 G 장조로 끝나는 것이 곡 전체와 어울리지 않는다고 지적하기도 한다.
- 현악 오중주 c 단조, K. 406 (516b)

이 작품은 이전에 작곡된 관악 세레나데 "나흐트 무지크"(밤의 음악, K. 388)을 현악 오중주로 편곡한 것이다.
- 현악 오중주 D 장조, K. 593
- 현악 오중주 E-flat 장조, K. 614

### 기타 실내악곡
- 플룻을 위한 사중주 (플룻, 바이올린, 비올라, 첼로) K. 285, 285a, 285b, 298 (1777년-1787년)
- 피아노와 관악기를 위한 사중주 (오보에, 클라리넷, 호른, 바순) K. 452 (1784년)
- 클라리넷 오중주 K. 581 (1789년)

## 세레나데, 디베르티멘토와 기타 작품들
기악 앙상블을 위한 작품에는 "디베르티멘토", "노투르나", "세레나데", "카사치오네", "행진곡", "무곡"과 "교향곡" 등이 포함된다. 모차르트의 오케스트라를 위한 작품에는 현악 앙상블을 위한 것들(초기의 디베르티멘토 K.136-138 등)과 관악 앙상블을 위한 것들, 그리고 현악과 관악의 여러 조합을 위한 것들이 있다.
"그랑 파르티타 (세레나타) K.361"는 가장 대표적인 관악기를 위한 모차르트의 곡이다. 두 대의 오보에, 두 대의 클라리넷, 두 대의 바셋 호른, 네 대의 헌팅 호른, 두 대의 바순과 더블 베이스로 연주된다.
모차르트는 "미뉴에토", "콩트르당스"와 "알망드" 등 오케스트라를 위한 많은 무곡을 작곡했다.
- 아이네 클라이네 나흐트무지크 (현악 사중주와 베이스를 위한 세레나데 K. 525)
- 간츠 클라이네 나흐트무지크 (K. 648)
- 12대의 관악기와 콘트라베이스를 위한 세레나데 (관악 세레나데 10번 B flat 장조 K. 361)
- 디베르티멘토들 (예를 들어 디베르티멘토 C 장조 K. 188 등)
- 디베르티멘토들, K. 136-138 (1772년)

현악 오중주로 분류되지만, 실제로는 이탈리아의 "서곡" 형식으로 되어 있다.
- 두 대의 호른과 현악을 위한 디베르티멘토들, 음악의 유희(Ein Musikalischer Spaß,) K. 522

## 종교 음악

### 미사곡
- 대관식 미사(Krönungsmesse) C 장조, K.317
- 대미사(Große Messe in c-Moll, Great Mass in C minor) c 단조, K.427
- 레퀴엠(Requiem) d 단조, K.626

모차르트의 유작으로 그의 조수였던 프란츠 크사버 쥐스마이어에 의해 완성되었다.

### 기타 종교 음악
- 환호하라, 기뻐하라(Exsultate, Jubilate), K.165
- Ave verum Corpus, K.618

## 성악곡
모차르트의 성악곡
모차르트의 성악곡인 미사, 오라토리오, 칸타타, 레퀴엠, 아리아, 아리에타 등을 모은 명단
| K1       | K6         | 작품                                                                           | 작품(한글명) | 날짜                          | 장소        |
| -------- | ---------- | ------------------------------------------------------------------------------ | --- | ----------------------------- | ----------- |
| 21       | 19c        | Aria for Tenor, "Va, dal furor portata"                                        | 테너를 위한 아리아 "분노로 나타내라"                                                                            | 1765년                        | 런던        |
| 35       | 35         | Die Schuldigkeit des ersten Gebots                                             | 제 1계율의 책무                                                                                                 | 1767년 초                     | 잘츠부르크  |
| 42       | 35a        | Cantata for soloists, choir & orchestraGrabmusik                               | 칸타타 장례음악                                                                                                 | 1767년                        | 잘츠부르크  |
| 49       | 47d        | Missa brevis in G                                                              | 짧은 미사 G 장조                                                                                                | 1768년 10월 ~ 11월            | 빈          |
| 65       | 61a        | Missa brevis in D minor                                                        | 짧은 미사 d 단조                                                                                                | 1769년 1월 14일               | 잘츠부르크  |
| 66       | 66         | Missa in C, "Dominicus"                                                        | 미사곡 C 장조 "Dominicus"                                                                                       | 1769년 10월                   | 잘츠부르크  |
| 77       | 73e        | Recitative and Aria for Soprano, "Misero me!...Misero pargoletto"              | 소프라노를 위한 레차타티보와 아리아 "불행한 나!...가엾은 아기"                                                  | 1770년 3월                    | 밀라노      |
| 83       | 73p        | Aria for Soprano, "Se tutti i mali miei"                                       | 소프라노를 위한 아리아 "모든 악이 나때문이라면"                                                                 | 1770년 4월 ~ 5월              | 로마        |
| 119      | 382h       | Aria for Soprano, "Der Liebe himmlisches Gefuhl"                               | 소프라노를 위한 아리아 "사랑스런 봄이 벌써 활짝 웃네"                                                           | 1782년 이전                   | 빈?         |
| 139      | 47a        | Missa solemnis in C minor, "Waisenhaus"                                        | 장엄미사 c 단조 "Waisenhaus"                                                                                    | 1768년 가을                   | 빈          |
| 140      | Anh. C1.12 | Missa brevis in G                                                              | 짧은 미사 G 장조                                                                                                | 1773년 이전                   | 잘츠부르크? |
| 152      | 210a       | Song for voice & piano (spurious, by Myslivecek) "Ridente la calma"            | 성악과 피아노를 위한 노래 "고요함은 미소짓고"                                                                   | 1775년                        |             |
| 165      | 158a       | Motet in F for Soprano, "Exsultate, jubilate"                                  | 소프라노를 위한 모테트 F 장조 "환호하라, 기뻐하라"                                                              | 1773년 1월                    | 밀라노      |
| 167      | 167        | Missa in C, "Trinitatis"                                                       | 미사 C 장조 "Trinitatis"                                                                                        | 1773년 6월                    | 잘츠부르크  |
| 192      | 186f       | Missa brevis in F'                                                             | 짧은 미사 B 장조                                                                                                | 1774년 6월 24일               | 잘츠부르크  |
| 194      | 186h       | Missa brevis in D'                                                             | 짧은 미사 D 장조                                                                                                | 1774년 8월 8일                | 잘츠부르크  |
| 209      | 209        | Aria for Tenor, "Si mostra la sorte"                                           | 테너를 위한 아리아 "운명이 보여주도다"                                                                          | 1775년 5월 19일               | 잘츠부르크  |
| 217      | 217        | Aria for Soprano, "Voi avete un cor fedele"                                    | 소프라노를 위한 아리아 "당신은 충실한 마음을 가지고 있어요."                                                    | 1775년 10월 26일              | 잘츠부르크  |
| 220      | 196b       | Missa brevis in C, "Spatzen"'                                                  | 짧은 미사 C 장조 "Spatzen"'                                                                                     | 1775년 ~ 1776년               |             |
| 255      | 255        | Recitative and Aria for Alto, "Ombra felice"                                   | 알토를 위한 레차타티보와 아리아 "평화의 그림자"                                                                 | 1776년 9월                    | 잘츠부르크  |
| 257      | 257        | Missa in C, "Credo"                                                            | 미사 C 장조 "Credo"                                                                                             | 1776년 11월                   | 잘츠부르크  |
| 258      | 258        | Missa brevis in C, "Spaur"'                                                    | 짧은 미사 C 장조 "Spaur"                                                                                        | 1775년 12월                   | 잘츠부르크  |
| 259      | 259        | Missa brevis in C, "Organ Solo"'                                               | 짧은 미사 C 장조 "Organ Solo"'                                                                                  | 1775년 12월 또는 1776년       | 잘츠부르크  |
| 262      | 246a       | Missa longa in C'                                                              | 롱가 미사 C 장조                                                                                                | 1775년 6월 또는 7월           | 잘츠부르크  |
| 272      | 272        | Recitative and Aria for Soprano, "Ah, lo previdi, Ah! T'invola agl'occhi miei" | 소프라노를 위한 레차타티보와 아리아 "제 예상대로군요. 내 눈 앞에서 사라지세요"                                  | 1777년 8월                    | 잘츠부르크  |
| 275      | 272b       | Missa brevis in B flat                                                         | 짧은 미사 B flat 장조                                                                                           | 1777년 말                     | 잘츠부르크  |
| 276      | 321b       | Regina Coeli in C                                                              | 천국의 여왕 C 장조                                                                                              | 1779년 이전                   | 잘츠부르크? |
| 294      | 294        | Recitative and Aria for Soprano, "Alcandro, lo confesso"                       | 소프라노를 위한 레차타티보와 아리아 "나는 모르네 이 따뜻한 애정이 어디서 오는지"                                | 1778년 2월 24일               | 만하임      |
| 295      | 295        | Aria for Tenor, "Se al labbro mio non credi"                                   | 테너를 위한 아리아 "그대 만약 나의 입술을 믿지 못한다면"                                                        | 1778년 2월 27일               | 만하임      |
|          | 295a       | Recitative and Aria for Soprano, "Basta, vincesti ... Ah, non lasciarmi"       | 소프라노를 위한 레차타티보와 아리아 "그만, 당신이 이겼어요...아, 저를 떠나지 마세요"                            | 1778년 2월 27일               | 만하임      |
| 307      | 284d       | Arietta in C, "Oiseaux, si tous les ans"                                       | 아리에타 C 장조 "새들아, 만약 해마다"                                                                           | 1777년 겨울 ~ 1778년          | 만하임      |
| 308      | 295b       | Arietta, "Dans un bois solitaire"                                              | 아리에타 "숲 속에서"                                                                                            | 1777년 겨울 ~ 1778년          | 만하임      |
| 316      | 300b       | Recitative and Aria for Soprano, "Popoli di Tessaglia"                         | 소프라노를 위한 레차타티보와 아리아 "테살리아의 사람들이여! 나는 영원의 신에게 요청하지 않으리"                 | 1778년 7월                    | 파리        |
| 317      | 317        | Missa in C, "Coronation"                                                       | 미사 C 장조 "대관식"                                                                                            | 1779년 3월 23일               | 잘츠부르크  |
| 321      | 321        | Vesperae de Dominica in C                                                      | 주일의 저녁기도 C 장조                                                                                          | 1779년                        | 잘츠부르크  |
| 337      | 337        | Missa solemnis in C                                                            | 장엄미사 C 장조                                                                                                 | 1780년 3월                    | 잘츠부르크  |
| 339      | 339        | "Laudate Dominum" from Vesperae solennes de confessore in C                    | "주님을 찬미하라", 구도자를 위한 기도 中 5번                                                                    | 1780년                        | 잘츠부르크  |
| 341      | 368a       | Kyrie in D minor                                                               | 기도 음악 d 단조                                                                                                | 1780년 11월 이전 ~ 1781년 3월 | 뮌헨?       |
| 349      | 367a       | Song, Die Zufriedenheit                                                        | 노래 만족 | 1780년 겨울 ~ 1781년          | 뮌헨        |
| 351      | 367b       | Song, "Komm, liebe Zither"                                                     | 노래 "오라, 사랑하는 지터"                                                                                      | 1780년 겨울 ~ 1781년          | 뮌헨        |
| 368      | 368        | Recitative and Aria for Soprano, "Ma che vi fece...Sperai vicino il lido"      | 소프라노를 위한 레차타티보와 아리아 "별들아, 가엾은 데르체아 사람들에게 무엇을 했느냐...근처 바닷가에서 빌었다" | 1779년 ~ 1780년               | 잘츠부르크  |
| 374      | 374        | Recitative and Aria for Soprano, "A questo seno deh vieni"                     | 소프라노를 위한 레차타티보와 아리아 "사랑하는 이여, 이 가슴으로 오세요"                                         | 1781년 4월                    | 빈          |
| 383      | 383        | Aria for Soprano, "Nehmt meinen Dank, ihr holden Gonner!"                      | 소프라노를 위한 아리아 "친절한 은인이여, 나의 감사를 받아주오"                                                  | 1782년 4월 10일               | 빈          |
| 391      | 340b       | Song, An die Einsamkeit (Sei du mein Trost)                                    | 노래 고독 (당신은 나의 위로)                                                                                    | 1781년 ~ 1782년               | 빈          |
| 416      | 416        | Scena and Rondo for Soprano, "Mia speranza adorata...Ah, non sai qual pena"    | 소프라노를 위한 독창곡과 론도 "나의 사랑스런 희망..아, 당신은 그 고통을 몰라요"                                 | 1783년 1월 8일                | 빈          |
| 418      | 418        | Aria for Soprano, "Vorrei spiegarvi, oh Dio"                                   | 소프라노를 위한 아리아 "오 신이여, 제 얘기를 들어 보소서"                                                       | 1783년 6월 20일               | 빈          |
| 419      | 419        | Aria for Soprano, "No, no, che non sei capace"                                 | 소프라노를 위한 아리아 "아니오, 당신은 아무것도 몰라요"                                                         | 1783년 6월                    | 빈          |
| 420      | 420        | Aria for Tenor, "Per pieta, non ricercate"                                     | 테너를 위한 아리아 "자비의 이름으로 나를 찾지마오"                                                              | 1783년 6월 21일               | 빈          |
| 427      | 417a       | Missa in C minor "Great Missa"                                                 | 미사 C 단조 "대미사"                                                                                            | 1782년 6월 ~ 1783년 10월      | 빈          |
| 431      | 425b       | Recitative and Aria for Tenor, "Misero! O Sogno...aura Che Intorni Spiri"      | 테너를 위한 레차타티보와 아리아 "불행한 나! 꿈인가, 생시 이런가"                                                | 1783년 12월                   | 빈?         |
| 433      | 416c       | Aria for bass & orchestra "Warnung: Männer suchen stets zu naschen"            | 베이스와 오케스트라를 위한 아리아 "경고: 남자들은 한눈팔기를 좋아해"                                            | 1783                          | 빈?         |
| 436      | 436        | Notturno for Two Sopranos and Bass, "Ecco quel fiero"                          | 두 명의 소프라노와 베이스를 위한 노투르노 "작별"                                                                | 1783년 이전 ~ 1786년          | 빈?         |
| 469      | 469        | Oratorio Davidde penitente                                                     | 오라토리오 다윗의 회개                                                                                          | 1785년 3월                    | 빈          |
| 472      | 472        | Song, Der Zauberer                                                             | 노래 마법사 | 1785년 5월 7일                | 빈          |
| 473      | 473        | Song, Die Zufriedenheit                                                        | 노래 만족 | 1785년 5월 7일                | 빈          |
| 476      | 476        | Song, Das Veilchen                                                             | 노래 제비꽃 | 1785년 6월 8일                | 빈          |
| 505      | 505        | Scena and Rondo for Soprano, "Ch'io mi scordi di te?...Non temer, amato bene," | 소프라노를 위한 독창곡과 론도 "어찌 그대를 잊으리... 두려워 말아요, 사랑하는 이여"                              | 1786년 12월 26일              | 빈          |
| 517      | 517        | Song, Die Alte                                                                 | 노래 노파 | 1787년 5월 18일               | 빈          |
| 519      | 519        | Song, Das Lied der Trennung                                                    | 노래 이별의 노래                                                                                                | 1787년 5월 23일               | 빈          |
| 520      | 520        | Song, Als Luise die Briefe                                                     | 노래 루이제가 불성실한 애인의 편지를 태웠을 때                                                                  | 1787년 5월 25일               | 빈          |
| 523      | 523        | Song, Abendempfindung an Laura                                                 | 노래 라우라에게 부치는 저녁의 추억                                                                              | 1787년 6월 24일               | 빈          |
| 528      | 528        | Scena for Soprano, "Bella mia fiamma"                                          | 소프라노를 위한 독창곡 "내 사랑이여, 안녕!"                                                                     | 1787년 11월 3일               | 프라하      |
| 530      | 530        | Song, Das Traumbild                                                            | 노래 꿈 | 1787년 11월 6일               | 프라하      |
| 539      | 539        | Song, Ein deutsches Kriegslied                                                 | 노래 나도 황제가 되면 좋겠네                                                                                    | 1788년 3월 5일                | 빈          |
| 549      | 549        | Canzonetta for two Sopranos and Bass, "Piu non si trovano"                     | 두 명의 소프라노와 베이스를 위한 칸초네타 "누구 한 사람 찾아 볼 수 없다네"                                      | 1788년 7월 16일               | 빈?         |
| 577      | 577        | Rondo for Soprano, "Al desio di chi ch'adora"                                  | 소프라노를 위한 론도 "Al desio di chi ch'adora"                                                                 | 1789년 7월                    | 빈          |
| 578      | 578        | Aria for Soprano, "Alma grande e nobil core"                                   | 소프라노를 위한 아리아 "위대한 혼과 고상한 마음은"                                                              | 1789년 8월                    | 빈          |
| 579      | 579        | Aria for Soprano, "Un moto di gioia mi sento"                                  | 소프라노를 위한 아리아 "내 마음에 춤출듯한 환희감이"                                                            | 1789년 8월                    | 빈          |
| 582      | 582        | Aria for Soprano, "Chi sa, chi sa, qual sia"                                   | 소프라노를 위한 아리아 "누가 내 연인의 괴로움을 아는가?"                                                        | 1789년 10월                   | 빈          |
| 583      | 583        | Aria for Soprano, "Vado, ma dove? -- oh Dei!"                                  | 소프라노를 위한 아리아 "신이여, 저는 갑니다. 하지만 어디로?"                                                    | 1789년 10월                   | 빈          |
| 596      | 596        | Song, Sehnsucht nach dem Fruhling                                              | 노래 봄을 기다리며                                                                                              | 1791년 1월 14일               | 빈          |
| 597      | 597        | Song, Im Frulingsanfang                                                        | 노래 봄 | 1791년 1월 14일               | 빈          |
| 598      | 598        | Song, Das Kinderspiel                                                          | 노래 어린이 놀이                                                                                                | 1791년 1월 14일               | 빈          |
| 618      | 618        | Motet in D, "Ave verum Corpus"                                                 | 모테트 D 장조 "오, 거룩한 성체여"                                                                               | 1791년 6월 17일               | 바덴        |
| Anh. 245 | 621a       | Aria for Bass, "Io ti lascio, o cara, addio"                                   | 베이스를 위한 아리아 "당신, 혹은 내 사랑을 떠나며, 안녕"                                                        | 1791년 9월 이전               | 프라하?     |
| 626      | 626        | Requiem in D minor                                                             | 레퀴엠 d 단조                                                                                                   | 1791년 말                     | 빈          |

## 오페라
- 《제 1 계율의 책무》(Die Schuldigkeit des ersten Gebotes), K. 35 (1767년)

모차르트가 처음 작곡한 오페라, 또는 종교 악극이다.
- 《아폴로와 히야킨투스》(Apollo et Hyacinthus), K. 38 (1767년)
- 《바스티앙과 바스티엔느》(Bastien et Bastienne), K. 50 (1768년)
- 《보아라 바보 아가씨》(La finta semplice), K. 51 (1768년)

비록 완전하지는 않지만 모차르트가 오페라 부파 요소를 처음으로 도입한 작품이다.
- 《폰토 왕 미트리다테》(Mitridate re del Ponto), K. 87 (1770년)

최초의 이탈리아어 오페라 네 작품 《폰토의 왕 미트리다테》, 《알바의 아스카니오》, 《시피오네의 꿈》, 《루치오 실라》 가운데 하나이다. 이 작품들에서 기본적으로 기존의 오페라 세리아의 틀 속에서 작곡되었다.
- 《루지에로》(Ruggiero), (1771년)
- 《알바의 아스카니오》(Ascanio in Alba), K. 111 (1771년)
- 《베툴리아 리베라타》(Betulia Liberata), 오라토리오, K. 118 (1771년)

유디트와 홀로페르네스의 주제로 작곡되었다.
- 《시피오네의 꿈》(Il sogno di Scipione), K. 126 (1772년)
- 《루치오 실라》(Lucio Silla), K. 135 (1772년)
- 《이집트 왕 타모스》(Thamos, König in Ägypten'), (1773년, 1775년)
- 《가짜 여자 정원사》(La finta giardiniera), K. 196 (1774년 - 1775년)

이 작품으로 모차르트는 다시 오페라 부파 장르로 돌아온다. 대본에는 조악함이 남아 있지만, 등장 인물들은 더 이상 도식적이지 않고, 더욱 현실적인 인물로 나오며, 음악은 그들의 성격을 명확하게 해 준다.
- 《양치기 왕》(Il rè pastore), K. 208 (1775년)
- 《차이데》(Zaide), K. 344 (1779년)
- 《이도메네오》(Idomeneo), K. 366 (1780년)
- 《후궁으로부터의 유괴》(Die Entführung aus dem Serail), K.384 (1782년)

징슈필 장르의 작품을 처음 쓴 지 몇 년 만에 이 작품을 통해 다시 징슈필 장르로 돌아왔으며, 나중에는 마술피리도 작곡한다.
- 《카이로의 거위》(L'oca del Cairo), K. 422 (1783년)
- 《속은 신랑》(Lo spose deluso), K. 430
- 《극장 지배인》(Der Schauspieldirektor), K. 486 (1786년)
- 《피가로의 결혼》(Le Nozze di Figaro), K. 492 (1786년)

모차르트의 유명 3대 오페라 (돈 죠반니의 경우 비극적인 요소도 존재하지만, 기본적으로 모두 오페라 부파임) 중의 첫 작품이다. 피에르 보마르셰의 희극인 《피가로의 결혼》에 기초한 로렌초 다 폰테의 대본을 기반으로 작곡되었다.
- 《돈 죠반니》(Don Giovanni), K. 527 (1787년)

피가로의 결혼, 코지 판 투테와 함께 다 폰테의 대본을 기반으로 한 세 작품에 속한다.
- 《코지 판 투테》(Così fan tutte), K.588 (1789년)
- 《마술피리》(또는 마적(魔笛), Die Zauberflöte), K. 620 (1791년)

엠마뉴엘 슈카데너의 대본을 기본으로 해 작곡된 이 작품은 처음의 공연에서는 성공을 거두지 못했다. 그러나 징슈필 장르를 확고히 하는 등 큰 역할을 했다. 이 작품은 프리메이슨의 영향을 받았다.
- 《티토 황제의 자비》(La Clemenza di Tito), K. 621 (1791년)